# Cash (jeu)
Pour les articles homonymes, voir Cash.
Cash est un jeu de hasard de la Française des jeux créé en avril 2008 par Jean-Baptiste Maupas-Oudinot.

## Présentation
Cash est un jeu de grattage constitué de 20 étoiles, représentant un numéro chacune. Une fois ces numéros découverts, le joueur peut gratter les 5 numéros gagnants. Si un ou plusieurs numéros découverts figure parmi les 5 numéros gagnants, le joueur gagne alors la somme inscrite sous ceux-ci. Les cartes sont présentées en ramettes de 60 (numerotées de 0 à 59), bien qu'il soit possible de les acheter à l'unité. Le prix de la carte est de 5€ et les joueurs peuvent gagner de 5€ à 500 000€.

## Succès commercial
La première édition, lancée le 1er avril 2009, s'était arrachée en dix mois à plus de 130 millions d'exemplaires sans compter les 3 millions de prises de jeux sur le site internet, soit un chiffre d'affaires de 663 millions d'euros.
En 2010, 2,8 millions de Français y ont joué, pour 238 millions de tickets distribués.
En 2012, le jeu de grattage le plus vendu de la Française des jeux était Cash avec 362 millions de tickets, le plus vendu aussi en 2013 où il a même dépassé la barre des deux milliards d'euros de mises. Pourtant, bien que celui-ci redistribuait précédemment 75 % des mises aux joueurs, le taux de redistribution a été abaissé en 2012 à 74 %. Depuis le 18 novembre 2013, ce taux a de nouveau été abaissé à 72 % par modification du plan de lot.